# Pasieka (Siedliszowice)
Pasieka – przysiółek wsi Siedliszowice w Polsce, położony w województwie małopolskim, w powiecie tarnowskim, w gminie Żabno.
W latach 1975–1998 przysiółek położony był w województwie tarnowskim.